# Marionana
Marionana is een geslacht van vlinders van de familie snuitmotten (Pyralidae).

## Soorten
- M. paulianalis Viette, 1953
- M. vinolentalis Viette, 1960